# Молид, Мари
Мари Кристине Сёбстад Молид (норв. Mari Kristine Søbstad Molid; род. 8 августа 1990, Тронхейм) — норвежская гандболистка, левая защитница клуба «Бьосен», бывший игрок сборной Норвегии. Чемпионка Европы 2010 года, чемпионка мира 2011 года.

## Биография

### Клубная карьера
Воспитанница школы клуба «Кольстад». Дебютировала в высшей лиге чемпионата Норвегии в сезоне 2006/2007 за «Бьосен», с ним вышла в финал Кубка обладателей Кубков ЕГФ 2007 года, в котором её команда проиграла румынскому клубу «Рэмницу Валчя». С 2012 по 2014 годы защищала цвета «Левангера», в 2014 году перешла в «Ларвик».

### В сборной
В сборной сыграла 67 игр и забила 42 гола. Дебютировала 22 сентября 2010 матчем со Швецией. Чемпионка Европы 2010 года, чемпионка мира 2011 года.